# Јован Бојовић
Јован Бојовић (рођен 24. јуна 1911, Ртари, Драгачево, Краљевина Србија – погинуо 15. октобра 1941, Краљево, Окупирана Србија) био је официр у чину поручника Југословенске војске у Краљевини Југославији и командант Јеличког четничког одреда у Четничким одредима Југословенске војске током Другог светског рата. Био је један од најборбенијих герилских команданата у сукобима са немачким снагама током устанка 1941. Ослободилац је Чачка 1. октобра 1941. који је важио за највећи ослобођени град од Немаца у окупираној Југославији до 1944. Потом се придружио са својим одредом у опсади Краљева где је и погинуо предводећи самоубилачки јуриш у ноћи 14. /15. октобра после сазнања да су Немци тога дана масовно стрељали цивиле у граду.

## Биографија
Уочи рата, поручник Бојовић се налазио на војној служби у Нишу, у 5. јуришном (четничком) батаљону. Немачке, италијанске, мађарске и бугарске оружане снаге напале су Краљевину Југославију, 6. априла 1941. без објаве рата. Главни немачки удар на Југославију је извршен из правца Бугарске. Управо на овом фронту се налазио поручник Бојовић са својим 5. јуришним батаљоном. Његова јединица је разбијена око Ибра, а поручник Бојовић избегава заробљавање и пребацује се на планину Јелицу. Команданта јединице су Немци заробили и потом га стрељали у Нишу. Група непредатих официра, подофицира и војника Југословенске војске предвођена пуковником Драгољубом Михаиловићем одбила је да призна капитулацију и прешла је из Источне Босне преко реке Дрине у Западну Србију са намером да продужи отпор. Пуковник Михаиловић стигао је на Равну гори, 11. маја 1941. где оснива Команду Четничких одреда Југословенске војске. Током лета, 1941. поручник Бојовић одлази на Равну гору и ставља се на распологање пуковники Дражи, који је плански официре распоређивао по Србији. Поручник Бојовић је распоређен на планину Јелицу, јер је већ на том подручју раније развио активност, са циљем да на том терену створи јаку организацију покрета отпора и формира војно-четнички одред. Поручник Бојовић успешно извршава задатак и са родољубима из тог краја оснива једну од најбољих војно- герилских јединица чувени Јелички четнички одред.
Крајем августа 1941. Јадарски четнички одред под командом потпуковника Веселина Мисите је ослободио Лозницу од Немаца. Током септембра 1941. устанак је попримио масовне размере, четници и партизани су ослободили цело Подриње и Мачву, осим града Шапца у коме је Немце безуспешно напао Церски четнички одред под командом капетана Драгослава Рачића. Крајем септембра 1941. устанак се проширио на већи део Шумадије када је Таковски четнички одред под командом поручника Звонимира Вучковића ослободио Горњи Милановац, 28. септембра 1941.
Вођа устаника, пуковник Михаиловић сутрадан, 29. септембра наређује да се нападне Чачак, а за команданта операције одређује капетана Јована Дерока. План напада је донет 30. септембра, на састанку официра у селу Прељина, које је било седиште Љубићког среза. Састанку су присуствовали капетан Јован Дероко, поручници Јован Бојовић, Звонимир Вучковић, Радиша Чековић, Момчило Ерић, и капетан Драгољуб Луковић. Према утврђеном плану капетан Дероко је требало да командује четничким снагама са леве обале Западне Мораве, а поручник Бојовић, свим јединицама са десне обале реке. Четници су груписали јаке снаге око Чачка. Најбројнија је била јединица поручника Бојовића, Јелички четнички одред, са 1.200 бораца, који која је требало да буде главна ударна снага у сукобу са Немцима. Крајем септембра у Чачку су дошле немачке снаге из Ужица, Пожеге, Ариља и Ивањице, које су се из ових места повукле без борбе.